# Edward Bernard Raczyński
Edward Bernard Raczyński (19. prosince 1891 Zakopane – 30. července 1993 Londýn) byl polský diplomat, politik a spisovatel, v letech 1979–1986 polský prezident v exilu.

## Biografie
Hrabě Edward Bernard Maria Raczyński se narodil v Zakopaném do polské aristokratické rodiny. Jeho otcem byl hrabě Edward Aleksander Raczyński a jeho matkou Róża rozená vévodkyně Potocká. Dětství trávil v krakovském paláci Pod Baranami a v rodinném sídle v Rogalinu. Studoval práva v Lipsku, Krakově a v Londýně (London School of Economics), doktorát získal v roce 1915 na Jagellonské univerzitě. V listopadu vstoupil do armády obnoveného Polska, odtud byl v květnu 1919 povolán k diplomatické službě. Až do roku 1925 pracoval na polských vyslanectvích a misích v Bernu, Kodani a v Londýně. Po návratu do Varšavy vedl oddělení mezinárodních smluv. V témže roce se oženil s dcerou uhlobarona Joyous rozenou Markham. Jeho žena záhy zemřela a v srpnu 1932 si vzal Cecylii Marii rozenou Jaroszyńska se kterou měl tři dcery. Na počátku téhož roku byl jmenován polským vyslancem u Společnosti národů a v roce 1934 se stal vyslancem ve Spojeném království. Jménem Polska podepsal 25. srpna 1939 britsko-polskou dohodu o vzájemné pomoci, která nakonec přivedla Británii k vyhlášení války Německu.
Po porážce Polska zůstal Raczyński v Londýně, kde nadále sloužil jako vyslanec polské exilové vlády a jeden z jejích významných členů. Mezi 22. červencem 1941 a 14. červencem 1943 byl ministrem zahraničí v kabinetu Władysława Sikorského. V této funkci předal Spojencům jednu z nejranějších a nejpřesnějších zpráv o probíhajícím holokaustu ("The mass extermination of Jews in German occupied Poland", Raczynski's "Note addressed to the Governments of the United Nations on December 10, 1942") a žádal o zásah.
Po roce 1945, když vláda Spojeného království přestala podporovat polskou exilovou vládu, zůstal Raczyński v Londýně, kde působil jako jeden z nejvýznamnějších členů tamější polské diaspory. Byl aktivní v různých exilových politických a společenských organizacích, včetně Fondu pomoci zemi, který aktivně podporoval demokratickou opozici v komunisty kontrolovaném Polsku. V letech 1954 a 1972 byl jedním z členů Výboru tří, kolektivního prezidentské orgánu polské exilové vlády. Byl také členem Výboru pro polské záležitosti a poradce různých britských vládních agentur a ministerstev.
V roce 1962 zemřela jeho druhá žena Cecylia Maria Raczyńska rozená Jaroszyńska.
V březnu 1979 se Raczyński stal polským prezidentem v exilu poté, co jej do funkce vybral odcházející prezident Stanisław Ostrowski. Současně Raczyński vybral svého nástupce, kterým byl předseda exilové vlády Kazimierz Sabbat.
V době, kdy Raczyński zastával prezidentský úřad (1979–1986), vzniklo v Polsku hnutí Solidarita. Raczyński upozorňoval západní země na události probíhající v Polsku a vytvářel úzké vazby s polským opozičním hnutím.
Raczyński zvažoval jmenovat svým nástupcem Władysława Bartoszewského, neboť chtěl vybrat někoho z vlasti a se silnými vazbami na opoziční hnutí, avšak Bartoszewski nabídku odmítl.
Po skončení sedmiletého prezidentského mandátu 8. března 1986 rezignoval. Byl posledním polským prezidentem v exilu, který zastával významné úřady v dobách druhé polské republiky. Jeho nástupci: Kazimierz Sabbat a Ryszard Kaczorowski byli na začátku druhé světové války zhruba dvacetiletí. Po odchodu z úřadu prezidenta by vysoce oceněn za znovusjednocení polské emigrace a reorganizaci polské exilové vlády.
V sedmadevadesáti letech se oženil potřetí, vzal si Anielu Lilpopovou, se kterou po mnoho let žil. Zemřel 30. července 1993 ve svém domě v Londýně jako poslední potomek rodu. Rakev s jeho tělem byla pohřbena do rodinného mausolea v kapli v Rogalinu. Hrabě Raczyński v poslední vůli a závěti věnoval rodinný palác v Rogalinu a svoji knihovnu polskému národu. Byl nejdéle žijící hlavou polského státu a jedním z mála stoletých mezi evropskými politiky 20. století.
V roce 2004 byla na domě kde žil a zemřel umístěna pamětní deska (v čísle 8 Lennox Gardens v londýnském Bromptonu).

## Vyznamenání
| Stát               | Stuha                                | Název                                          | Datum udělení       |
| ------------------ | ------------------------------------ | ---------------------------------------------- | ------------------- |
| Dánsko             |                                      | komtur Řádu Dannebrog                          |                     |
| Lotyšsko           |                                      | komtur Řádu tří hvězd                          |                     |
| Polsko             |                                      | rytíř Řádu znovuzrozeného Polska               | 1923, 2. května     |
| Polsko             | důstojník Řádu znovuzrozeného Polska |                                                |                     |
| Polsko             |                                      | komtur Řádu znovuzrozeného Polska              | 1933, 10. listopadu |
| Polsko             |                                      | velkodůstojník Řádu znovuzrozeného Polska      | 1937, 11. listopadu |
| Polsko             |                                      | velkokříž Řádu znovuzrozeného Polska           | 1979, 8. dubna      |
| Polsko             | rytíř Řádu bílé orlice               |                                                | 1979, 8. dubna      |
| Polsko             |                                      | velkokříž Řádu za zásluhy Polské republiky     | 1991                |
| Rumunsko           |                                      | komtur Řádu rumunské hvězdy                    |                     |
| Rumunsko           |                                      | Řád rumunské koruny I. třídy                   | 1933                |
| Spojené království |                                      | čestný rytíř velkokříže Řádu britského impéria | 1991                |
| Spojené království |                                      | Medaile stříbrného jubilea krále Jiřího V.     | 1935, 6. května     |
| Vatikán            |                                      | velkokříž Řádu Pia IX.                         | 1991                |

## Fotogalerie

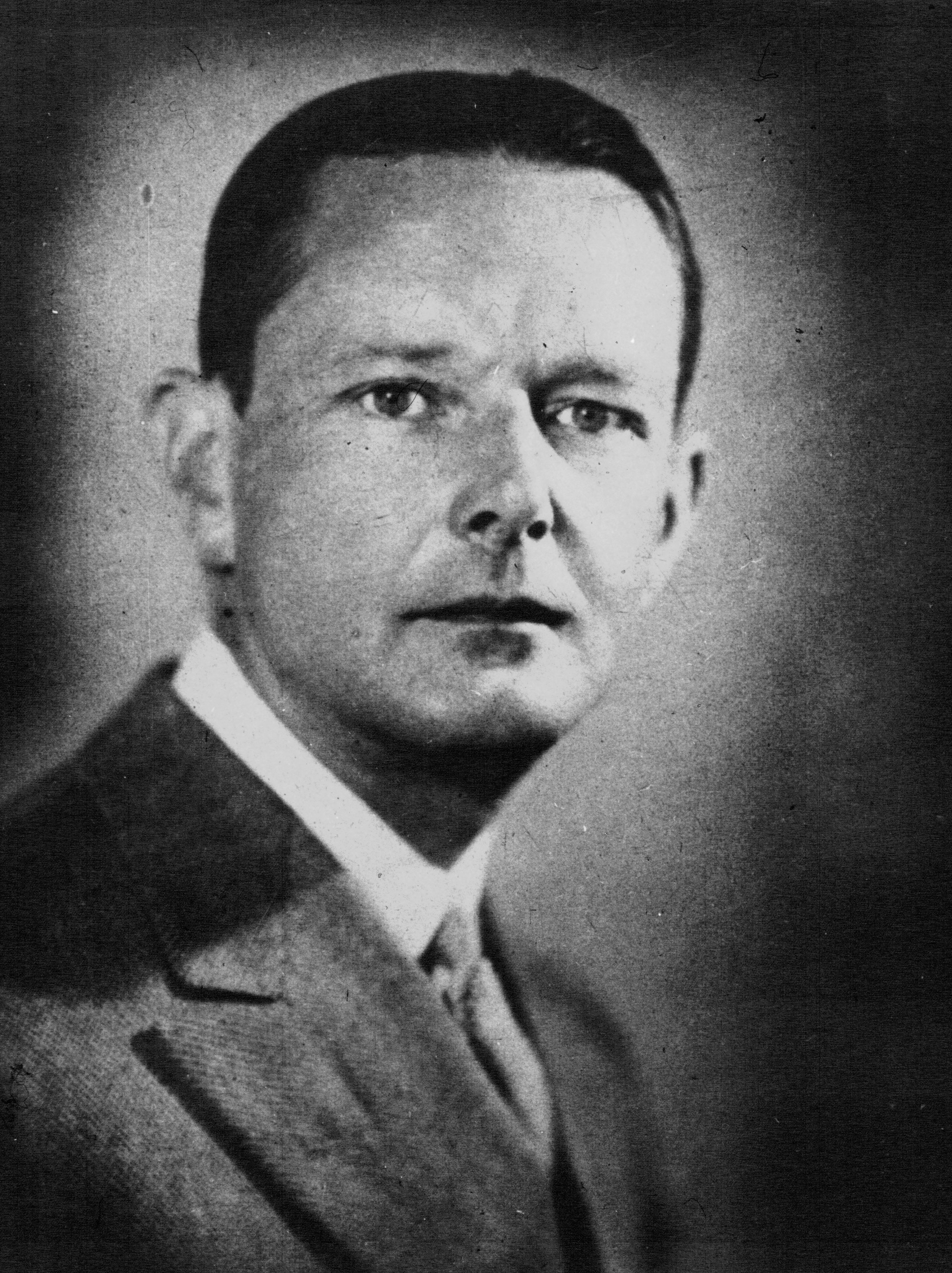
Edward Bernard Raczyński (1932)
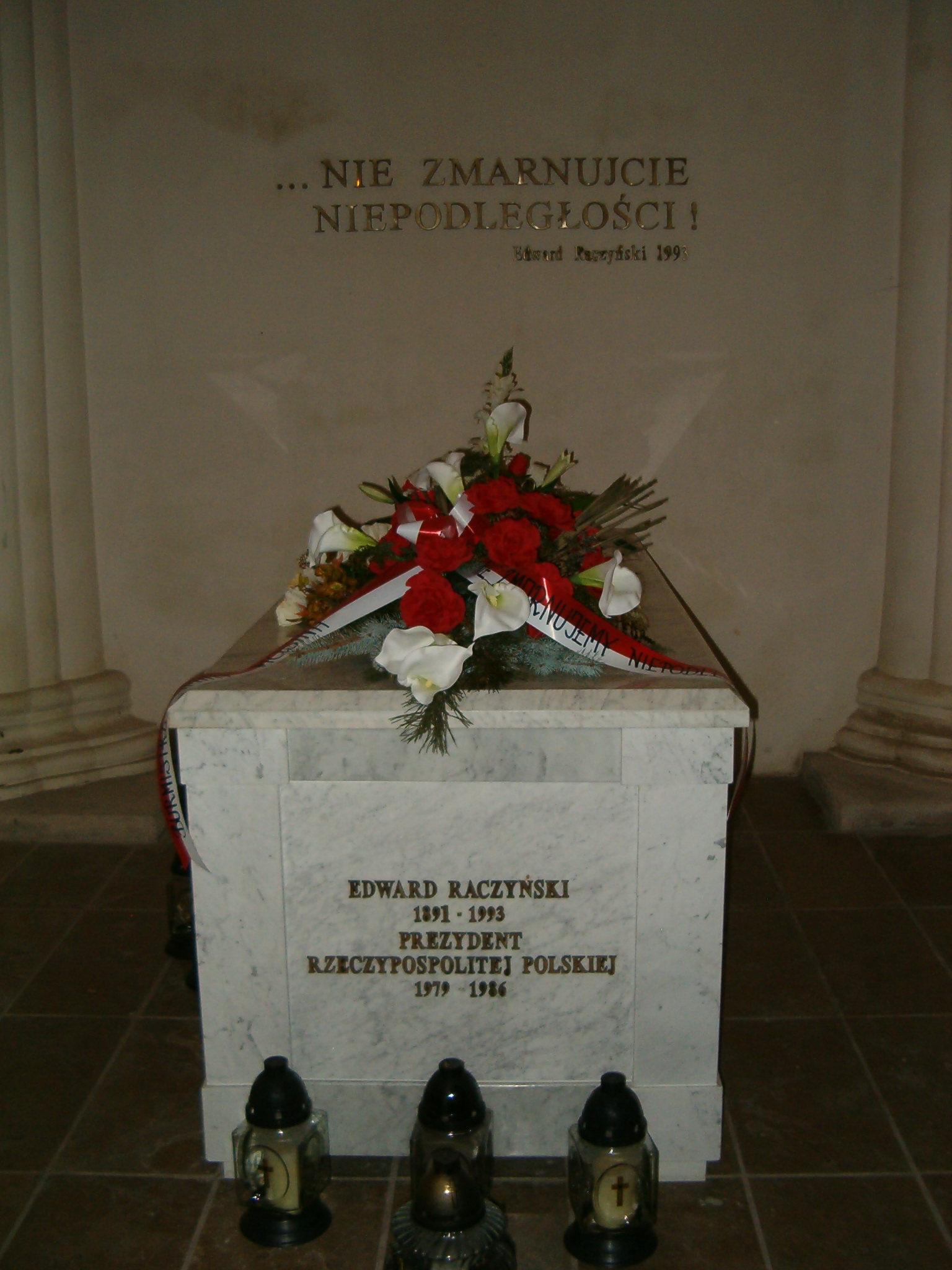
Sarkofág Edwarda Raczyńskiego v obci Rogalin
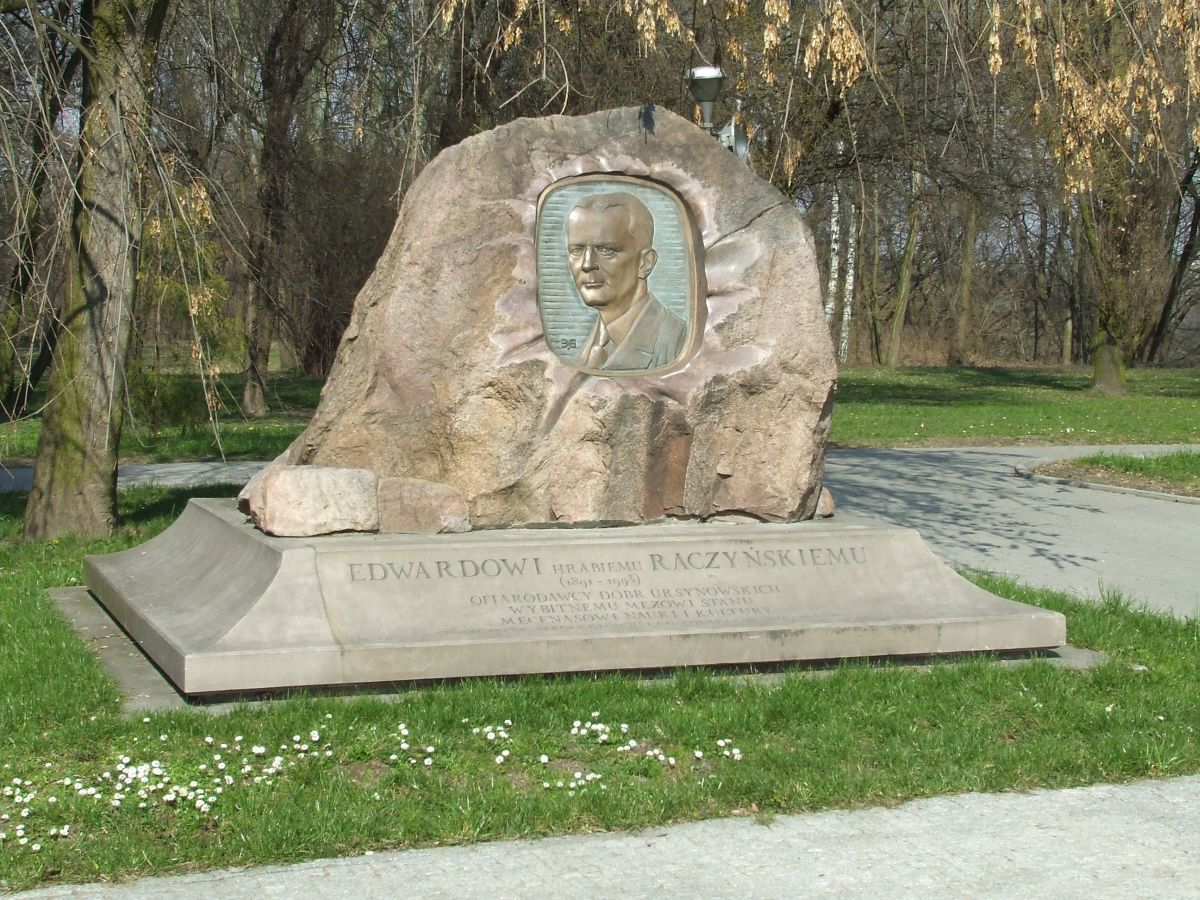
Pomník před 'Pałacem Krasińskich na Ursynowie' (ul. Nowoursynowska 166, Varšava)